# Уи (озеро)
Уи — горное озеро в левоборежье реки Момонтай, находится в северной части Сусуманского муниципального округа на северо-западе Магаданской области. Озеро имеет подпрудно-ледниковое происхождение и сформировано за счет вытаивания крупных глыб льда отмирающего ледника. Площадь зеркала — 6,16 км², площадь водосбора составляет 244 км². Высота над уровнем моря не указана на топографических картах, однако не может быть более 1082 м и менее 997 м.

## География
Расположено в межгорной депрессии между горами Оханджа и Улахан-Чистай — южными отрогами хребта Черского. Город Сусуман находится в 116 км к югу.
Имеет лопастную форму, длина составляет около 4,4 км километра с северо-запада на юго-восток при максимальной ширине около 2,1 километра в центральной части. Береговая линия изрезанная. Южный берег, местами заболоченный, покрыт лугами. Лес подступает с запада. Имеются два острова в северо-западной и южной части.
Река Уи (Озёрная) протекает через озеро с запада на восток. Впадает несколько ручьёв (Плоский и другие).
Код озера в Государственном водном реестре РФ — 19010100411119000000243.

## Археология
В 1987 году на северном берегу озера найдена мезолитическая стоянка древних людей Уолбинской культуры (ранний голоцен).